# Айыртау (Улытауская область)
Айыртау (каз. Айыртау) — село в Улытауском районе Улытауской области Казахстана. Административный центр сельского округа им. Мукана Иманжанова. Код КАТО — 356063100.

## Население
В 1999 году население села составляло 84 человека (38 мужчин и 46 женщин). По данным переписи 2009 года, в селе проживал 81 человек (52 мужчины и 29 женщин).